# Rabble Manifesto
Rabble Manifesto je třetí album české deathmetalové kapely Hypnos.

## Seznam skladeb
1. The Message – 0:23
2. Drowned In Burial Mud – 4:22
3. Cleansing Extrema – 2:26
4. Krieg (The Alpha Paradox) – 4:53
5. Tribe Fire Ritual – 0:39
6. Firecult – 5:07
7. 18×37 (Adrenaline Code) – 1:34
8. Supernatural Race Disharmony – 5:55
9. Black Nymph Reveals – 4:11
10. The Quisting Celebration – 4:15
11. At Death's Door – 5:44

- videoklipy

1. Drowned In Burial Mud – 4:56
2. Cleansing Extrema – 2:36

## Sestava
- Bruno – baskytara, zpěv
- Pegas – bicí
- Butch Mills – kytara
- David M. – kytara na 2, 6, 9, 11 (host)
- Wojtek Lisicki – kytara na 10 (host)
- Ladislav Svanyga – zpěv na 9, 11 (host)
- Miroslav Soustek – klávesy a efekty (host)

## Reedice & Licence
- 2005 - Swage (CZ) - promo CD, CD